# 靛蓝航空
靛蓝航空（英語：IndiGo）是一家印度的航空公司，总部位于古尔冈。靛蓝航空于2006年首航以来，一直运营以空中客车A320为主力的机队，提供全经济舱座位布局。截至2016年2月，靛蓝航空是印度运载乘客人数最高的航空公司，市场份额达到36.8%，在亚洲低成本航空公司中规模仅次于印尼狮航。靛蓝航空拥有40个航点，主要枢纽机场为德里英迪拉·甘地国际机场。

## 历史
靛蓝航空由旅居美国的海外印度人拉凯什·甘瓦尔和英谷集团（英語：InterGlobe Enterprises）的拉胡尔·巴蒂亚共同创立。英谷集团持有51.12%股权，甘瓦尔通过注册于美国的公司持有47.88%股权。2005年6月，靛蓝航空订购了100架空中客车A320-200型客机。2006年7月28日，靛蓝航空接收了第一架飞机，随后于2006年8月4日开始运营，第一条航线为德里经古瓦哈提前往因帕尔。到2006年底，靛蓝航空机队包括6架飞机；2007年，又增加了9架飞机。2010年12月，靛蓝航空的规模超过印度航空，成为印度第三大航空公司，市场份额达到17.3%，仅次于翠鸟航空和捷特航空。
2011年，靛蓝航空订购了180架空中客车A320飞机，价值150亿美元。2011年1月，经过五年运营后，靛蓝航空获得经营国际航线的许可。2011年9月，靛蓝航空開始營運国际航线。2011年12月，印度民航总局称，包括靛蓝航空在内的多家航空公司受到财政问题影响，违反了强制收集关键飞行安全数据的要求。
2012年2月，靛蓝航空接收了第50架飞机，此时距其开始运营尚不满六年。2012年第一季度，靛蓝航空是印度盈利状况最佳的航空公司，同时以客运市场规模计算，靛蓝航空已成为印度第二大航空公司。2012年8月17日，靛蓝航空开始运营刚满六年，客运市场规模超过捷特航空，成为印度第一大航空公司。
2013年1月，靛蓝航空是亚洲成长第二快的低成本航空公司，仅次于印尼狮航。2013年2月，印度民用航空局限制靛蓝航空当年只能接收5架飞机，靛蓝航空因此寻求设立子公司经营低成本区域航线。稍后，靛蓝航空宣布其计划向局方申请当年额外引进4架飞机，全年共9架。截至2014年3月，靛蓝航空成为以座位数计的亚洲第二大航空公司。
2015年8月，靛蓝航空订购了250架空中客车A320neo系列飞机，价值270亿美元，以订购飞机数量计算，这在当时是空中客车历史上最大的单笔订单。2015年10月19日，靛蓝航空宣布了募集320亿卢比（4.97亿美元）的首次公开募股计划，第一个交易日定于10月27日。截至2016年2月，靛蓝航空是印度运载乘客人数最高的航空公司，市场份额达到36.8%。
2019年10月，靛蓝航空订购了300架空中客车A320neo系列飞机，价值330亿美元，打破了由她自己所創的空中客车最大訂單紀錄。
2023年6月，IndiGo訂購500架空中巴士窄體噴氣式飛機，價值逾數十億美元，為歷史上最大飛機交易，超越印度航空向空中巴士和波音購買470架飛機的交易，而飛機將在2030年至2035年之間交付。

## 运营
靛蓝航空总部位于印度古尔冈。靛蓝航空是印度发展最快、规模最大的有盈利的航空公司。靛蓝航空的成功可归功于其独特的、可有效控制成本的商业模式。靛蓝航空运营单一机型（空中客车A320）的机队，提供相似的全经济舱座位布局，可以降低機組人员训练和飛機维护成本。通过大批量的采购，可以降低每架飞机的单价。靛蓝航空还致力于降低周转时间至20分钟，使得每架飞机日均飞行时间达到12小时，提升了飞机使用率。靛蓝航空的职员可能同时身兼数职，例如值机人员可能同时也是行李操作员。

## 航点

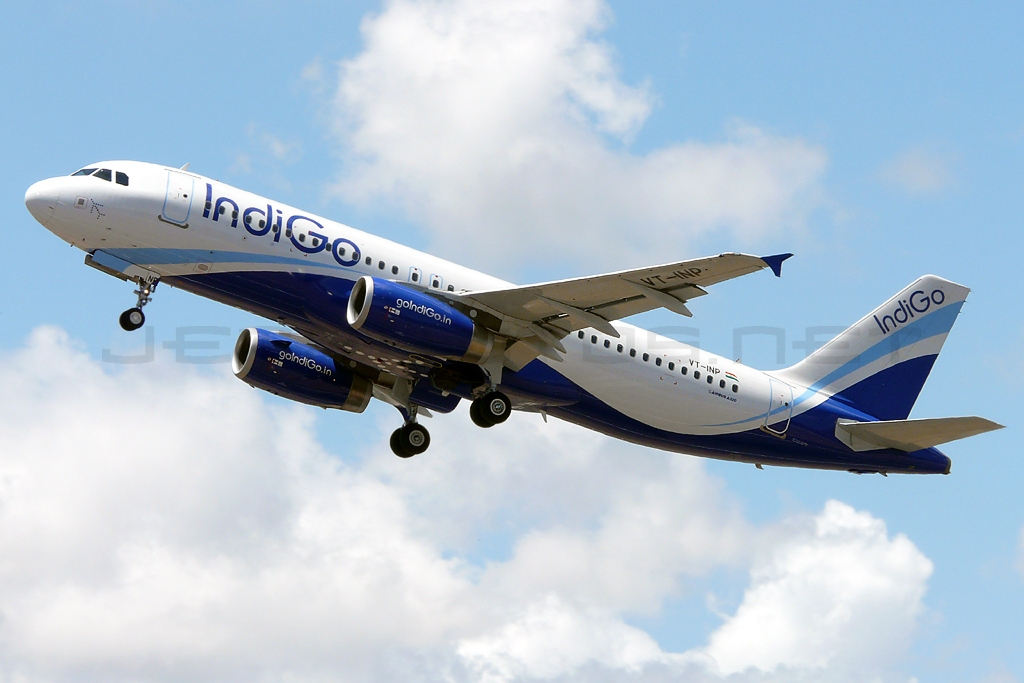
空中客车A320-232，隶属于靛蓝航空机队

截至2020年2月，靛藍航空擁有88個航點，其中國內航點63個，國際航點25個。 靛蓝航空的枢纽机场为德里的英迪拉·甘地国际机场。2011年1月，靛蓝航空获得经营国际航线的许可，第一条国际航线为德里往返迪拜，稍后其国际航点又拓展至曼谷、新加坡、马斯喀特和加德满都。靛蓝航空还在考虑拓展昆明航点。

## 机队
为降低运营成本，靛蓝航空的机队於2021年以前完全由空中客车A320系列组成。
近年為配合国际航线需求，靛蓝航空開始租賃不同型號的客機，甚至引入寬體客機。

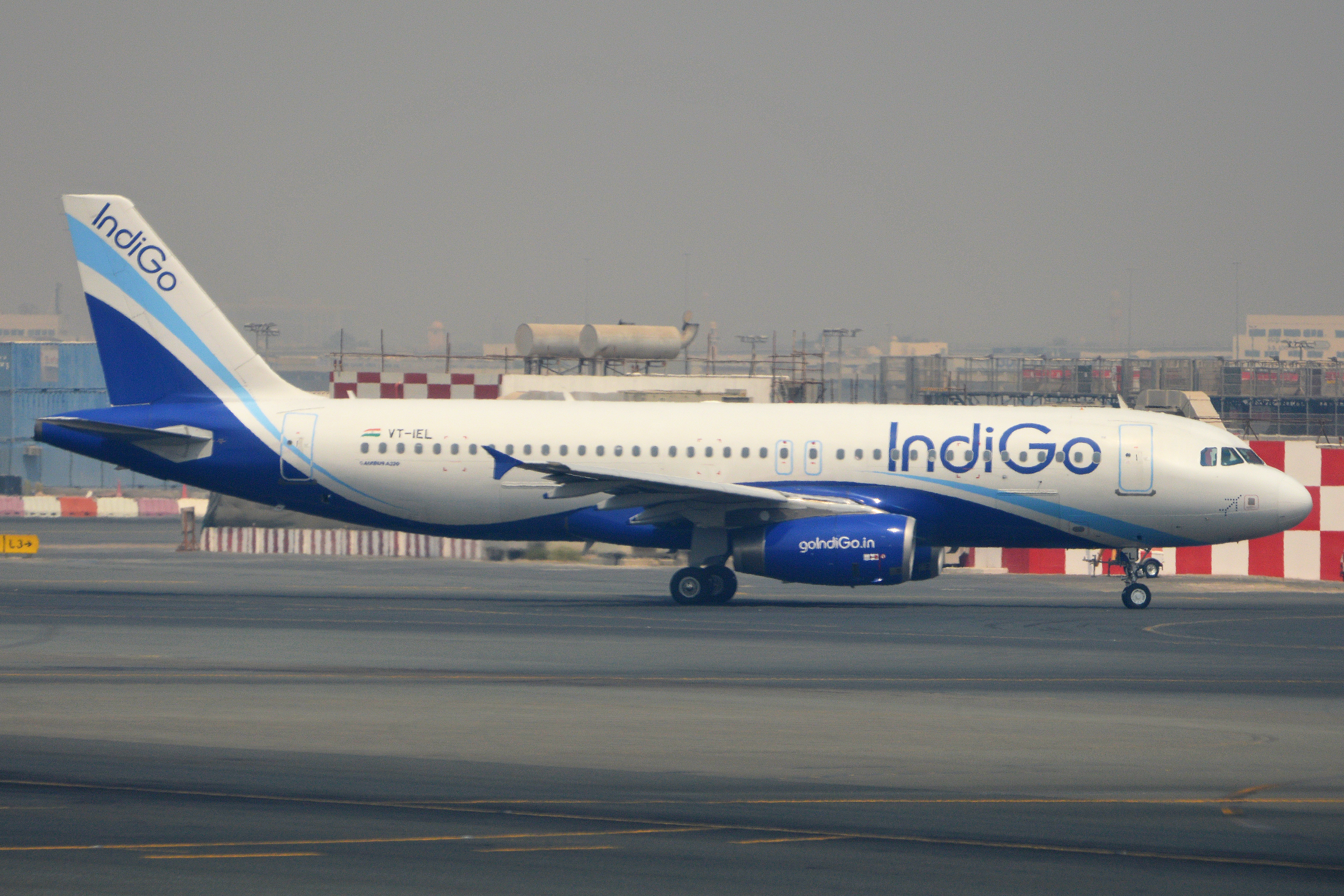
靛蓝航空的机队完全由空中客车A320系列组成

截至2025年3月，靛蓝航空运营以下机队：

### 机队信息
靛蓝航空分别于2006年7月、2012年2月、2014年11月接收了其首架、第50架、第100架飞机。靛蓝航空原本计划2015年起开始接收2011年订购的空中客车A320neo系列飞机，但是由于飞机制造上的延迟，实际到了2016年3月11日方才开始接收。期间，靛蓝航空干租了22架飞机以应对航線發展需求。

### 新飞机订购

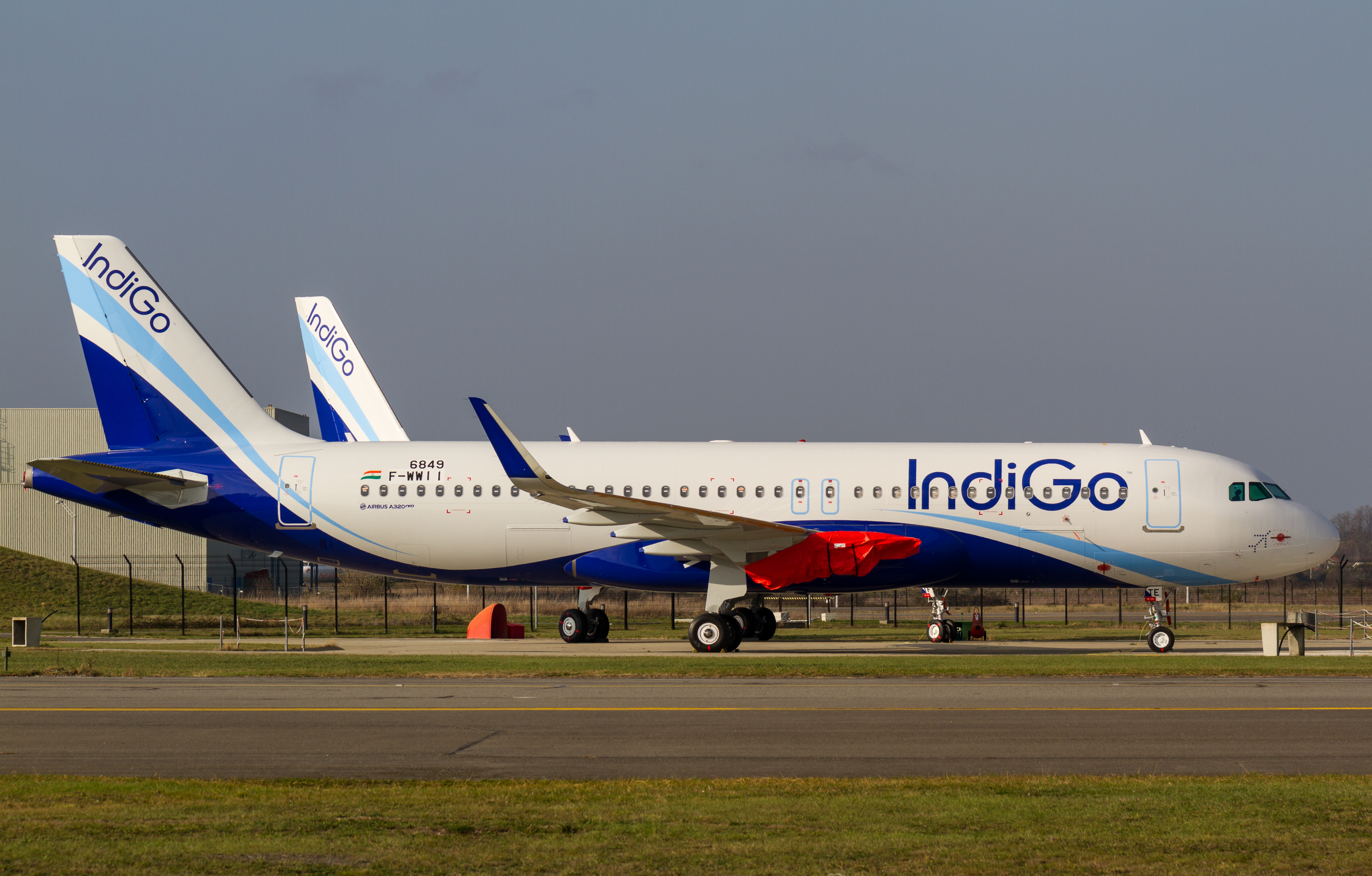
图卢兹一架待交付的靛蓝航空空中客车A320

2005年6月巴黎国际航空航天展期间，靛蓝航空订购了第一批100架空中客车A320-200型飞机，价值60亿美元。2011年1月11日，靛蓝航空作为空中客车A320neo系列的启动客户，签署了价值150亿美元的谅解备忘录，订购180架飞机，其中150架为neo系列。
2014年10月15日，靛蓝航空表达了订购250架空中客车A320neo系列飞机的意向，目录价格达到257亿美元。2015年8月15日，靛蓝航空确认了上述订购意向，其中包括部分空中客车A321neo系列的选择权，以便服务更多乘客和更长的航线，订单总价值达到265亿美元。以订购飞机数量计算，这在当时是空中客车历史上最大的单笔订单。

## 服务

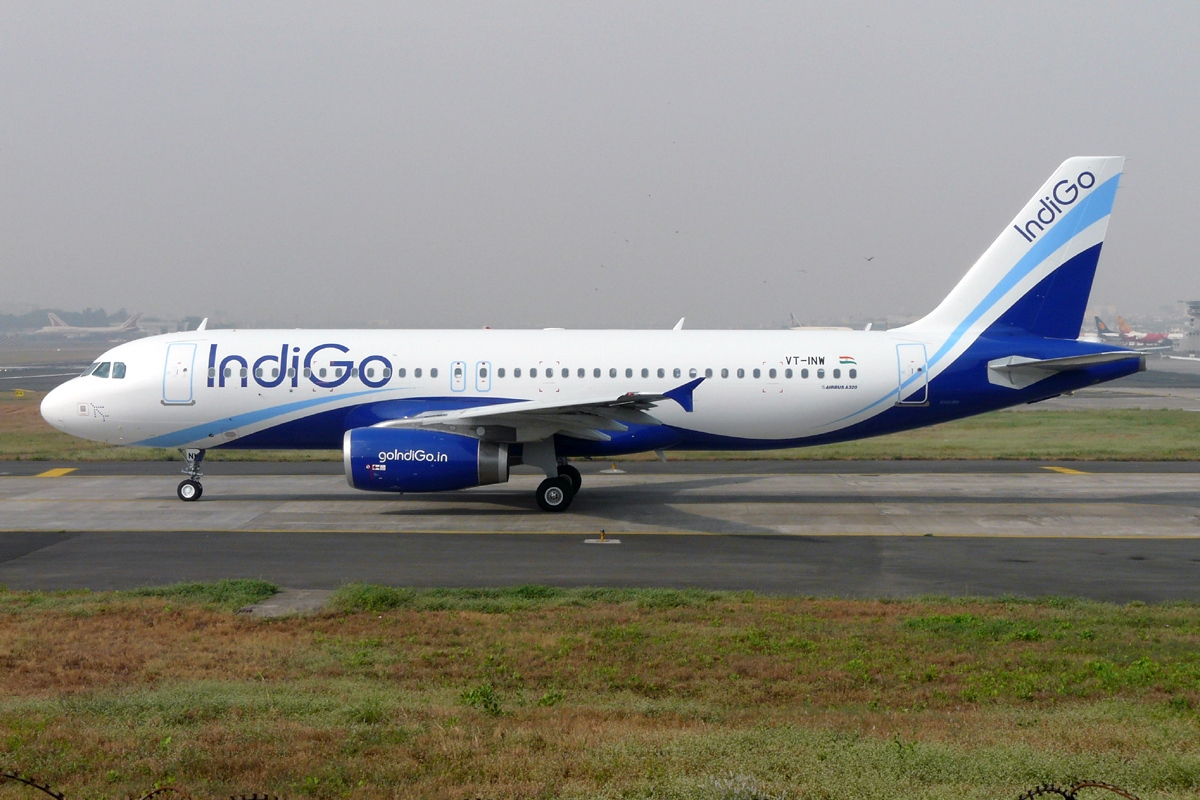
靛蓝航空涂装

### 旅客服务
作为低成本航空公司，靛蓝航空過往只提供经济舱座位，每架空中客车A320飞机设180座。自從靛蓝航空租賃含商務艙的客機後，2024年11月起推出商務客艙IndiGoStretch服务。
为了保持低票价，靛蓝航空不提供免费餐饮，乘客可以付费购买餐食。靛蓝航空不提供机上娱乐系统，但是提供靛蓝航空发行的空中杂志《Hello 6E》。乘客可以支付额外费用选择靛蓝航空的6E Xtras服务，包括预选座位、灵活退改签、优先登机等服务。

### 标志和涂装
靛蓝航空的标志由排成飞机形状的20个圆点组成。靛蓝航空使用靛蓝色和白色为主题的涂装，乘务员的制服为由时尚设计师设计的海军蓝丘尼卡配帽子和靛蓝色的腰带。